# 天野信景
天野 信景（あまの さだかげ）は、江戸時代中期の国学者、尾張藩士。

## 概要
名古屋城下南大津町に生まれる。生家の天野氏は鎌倉時代の武将天野遠景の末裔と伝えられる。寛永元年（1624年）頃、山城国に住していた祖父孝信の代に尾張藩に仕え、次男であった父信幸は進物番・納戸を経て金奉行や町奉行を歴任し、450石となっている。信景は父の歿後、貞享元年（1684年）に家督を継ぎ、寄合・鉄砲頭となる。享保8年（1723年）に病のため職を辞し、同15年（1730年）には剃髪して隠棲する。

## 業績
人となりは温厚にして博聞強記と伝えられる。特定の師はいなかったとされるが、国典は伊勢神道の再興者とされる度会延佳（わたらい のぶよし）から、仏典は養林寺七世・単誉上人一如から受けた。朱子学を基底に置き和漢の学を究め、さらに広く仏教・博物・天文・地理・風俗などにも通じ、著書は全千巻ともいわれる一大随筆集の『塩尻』（元禄10年（1697年）頃の起筆。歿年まで書き継がれた）をはじめ国史・地誌・文学など多岐に亘り、『国書総目録』に収載されている書目だけで145に及ぶ。
元禄11年（1698年）に藩主・綱誠の命によって『尾張風土記』の編纂事業が始まると、吉見幸和や真野時綱らとその任に当たった。この編纂作業は翌年の綱誠の死により中断（信景死後の宝暦2年（1752年）に『張州府志』として完成）されたが、この経験から実証学的な手法を身に付けたとされる。
それ以後、神道や儒教・仏教への歴史的な批判や、『万葉集』や『源氏物語』の他、歌語・俗語などの言語学的検証、そして本草学・天文学といった広範な分野において、実証学的な見地から考察を加えている。

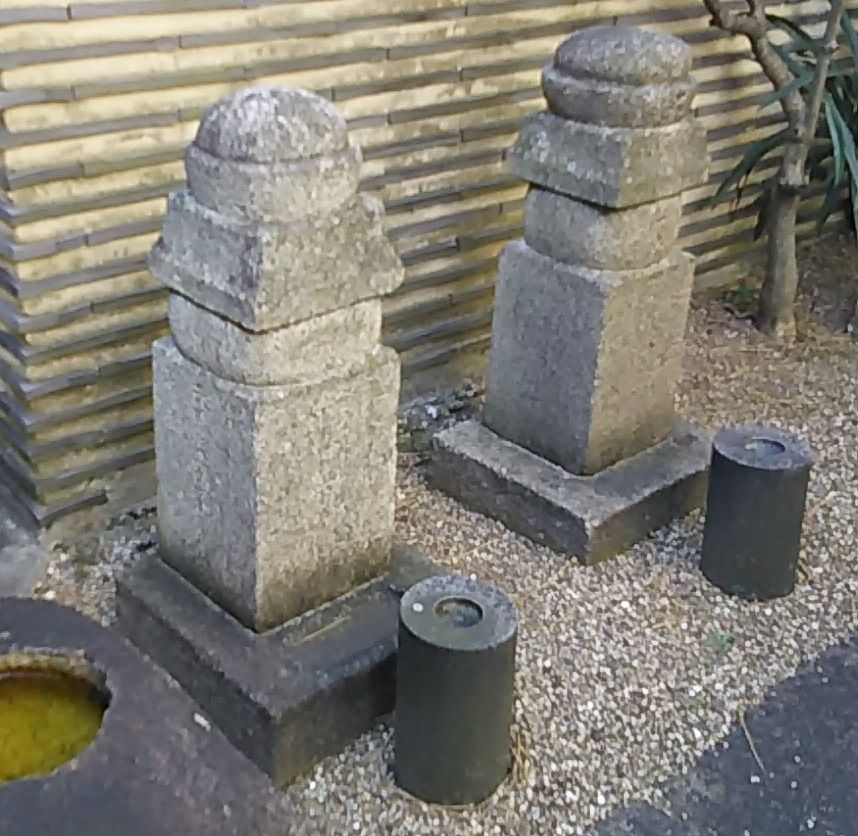
天野信景の墓(左・名古屋市性高院)

信景の実証的な指向は、その後の本居宣長や伴信友・河村秀根などに強い影響を与えたと考えられ、平田篤胤の『俗神道大意』・谷川士清の『倭訓栞』は信景の随筆『塩尻』に負うところが大きい。
また、南北朝時代末期の世良田氏の興亡を伝記とした『波合記』や南朝正統論に基づいた『改正続神皇正統記』も著している。
『鸚鵡籠中記』の著者である朝日重章（文左衛門）と親交があり、信景は重章から兄事され、45歳で没した重章の臨終に立ち会った。